# Pniówek (województwo śląskie)

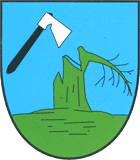
Nieoficjalny herb wsi Pniówek

Pniówek – wieś w Polsce położona w województwie śląskim, w powiecie pszczyńskim, w gminie Pawłowice. Powierzchnia sołectwa wynosi 4,4 km², a liczba ludności 530, co daje gęstość zaludnienia równą 120,5 os./km².
W latach 1975–1998 miejscowość położona była w województwie katowickim. W latach 1977–1992 wieś była częścią Jastrzębia-Zdroju.

## Położenie
Wieś położona między Pawłowicami na wschodzie, Krzyżowicami na północy oraz Jastrzębiem-Zdrój na zachodzie i południu. Kiedy ta miejscowość należała do Jastrzębia-Zdroju, była najdalej na wschód wysuniętą częścią miasta. 
Pniówek jest najmniejszą wsią w gminie pod względem powierzchni i liczby ludności, a jeśli chodzi o gęstość zaludnienia, miejscowość plasuje się na piątej pozycji w gminie. W Pniówku znajduje się niewiele cieków wodnych oraz kilka stawów i osadników.

## Nazwa
Według niemieckiego nauczyciela Heinricha Adamy’ego nazwa pochodzi od polskiej nazwy "pnia". W swoim dziele o nazwach miejscowych na Śląsku wydanym w 1888 roku we Wrocławiu wymienia on jako najstarszą zanotowaną nazwę miejscowości Pniowek podając jej znaczenie "Holzstammplatz" czyli po polsku "Miejsce wśród pni", którą zaliczał do grupy nazw związanych z lasem. Nazwa uwidoczniona jest w obecnym herbie.
W alfabetycznym spisie miejscowości na terenie Śląska wydanym w 1830 roku we Wrocławiu przez Johanna Knie wieś występuje pod polską nazwą Pniowek, która w tej samej formie używana była wówczas w języku niemieckim. Spis wymienia również kolonię Wyssoka znajdującą się w pobliżu wsi.

## Historia
W 1977 r. wieś została przyłączono do miasta Jastrzębie-Zdrój.
W 1993 r. sołectwo Pniówek wyłączono z Jastrzębia-Zdroju i przyłączono do gminy Pawłowice

## Górnictwo
Na obszarze wsi znajduje się Kopalnia Węgla Kamiennego „Pniówek”, należąca do Jastrzębskiej Spółki Węglowej; kopalnia zajmuje znaczną część powierzchni wsi.

## Komunikacja
Na terenie Pniówka znajduje się należąca do Jastrzębskiej Spółki Kolejowej linia kolejowa nr 24 Bzie Las–KWK Pniówek, która służy do transportu węgla kamiennego z kopalni. Główną ulicą, biegnącą przez środek wsi, jest ulica Krucza. Południową granicą Pniówka jest droga wojewódzka nr 933.